# سباستین کریستوفورو
سباستین کارلوس کریستوفورو پپه (اسپانیایی: Sebastián Carlos Cristóforo Pepe‎؛ زادهٔ ۲۳ اوت ۱۹۹۳) بازیکن فوتبال اهل اروگوئه است که اکنون در پست هافبک برای تیم ختافه بازی می‌کند.
از دیگر باشگاه‌هایی که در آن بازی کرده‌است می‌توان به پنیارول، سویا، فیورنتینا، و ختافه اشاره کرد.